# Brevetto
Il brevetto, in diritto, è un titolo giuridico in forza del quale al titolare viene conferito un diritto esclusivo di sfruttamento dell'invenzione, in un territorio e per un periodo ben determinato, e che consente di impedire ad altri di produrre, vendere o utilizzare l'invenzione senza autorizzazione.
Il diritto relativo al brevetto per invenzione è stato esteso col tempo al campo della cosiddetta proprietà intellettuale, unitamente al diritto d'autore e ai marchi. Un'altra forma è il brevetto per modello di utilità, che protegge i nuovi modelli, consistenti ad esempio in particolari conformazioni o combinazioni di parti più comode o efficaci rispetto a quanto già noto. In passato erano sottoposti a brevettazione anche i disegni e modelli ornamentali, ma oggi sono oggetto di registrazione. Gli Stati in casi specifici possono derogare i diritti di brevetto tramite licenza obbligatoria.

## Storia
Il primo brevetto della storia risale all'antica Grecia e più precisamente nella città di Sibari, dove le nuove invenzioni erano incoraggiate garantendo un anno dei profitti dovuti ad esse al loro scopritore; il brevetto nasce quindi come soluzione arcaica di un problema tecnico (produrre invenzioni) suscettibile di "applicazione industriale". 
In Italia il primo brevetto risale al 1421 quando l'architetto fiorentino Filippo Brunelleschi ricevette il brevetto per 3 anni per l'invenzione di una chiatta chiamata Badalone con mezzi di sollevamento, che trasportava marmo lungo il fiume Arno per la costruzione del Duomo di Firenze e nel 1449, in Inghilterra, il re Enrico VI d'Inghilterra concesse il primo brevetto inglese, con una licenza di 20 anni, a Giovanni di Utynam per la realizzazione di vetri colorati. La prima legislazione europea sul brevetto è contenuta in una parte del Senato veneziano del 19 marzo 1474 (Archivio di Stato di Venezia, Senato terra, registro 7, carta 32):3
Dopo l'Italia anche in Inghilterra, a seguito dello Statuto dei Monopoli del 1623-1624 sotto il regno di Giacomo I d'Inghilterra, i brevetti venivano concessi per i "progetti di nuova invenzione", attraverso "patents", “lettere aperte” in italiano, dal latino "litterae patentes". 
Le lettere aperte venivano concesse dal re, per un periodo di quattordici anni, e davano l'esclusività a chi le riceveva di importazione e distribuzione di un determinato prodotto. Durante il regno della regina Anna di Gran Bretagna (1702-1714), una legge obbligava chiunque pretendesse l'esclusiva su un prodotto ad allegare insieme alla richiesta una descrizione scritta dell'invenzione.
Si inizia a parlare di brevetti non solo come prodotti ma anche come processi di produzione nel 1641 in Nord America, quando a Samuel Winslow fu concesso il primo brevetto dal Massachusetts General Tribunal per una nuova tecnica per l'estrazione del sale. Mentre in Francia i brevetti venivano concessi dalla monarchia e da altre istituzioni come la "Maison du Roi" fino alla Rivoluzione francese, periodo in cui venne creato il moderno sistema dei brevetti francese. Negli Stati Uniti, durante il cosiddetto periodo coloniale, diversi Stati adottarono i propri sistemi di brevetti. Successivamente nel 1790 il Congresso approvò una legge sui brevetti, e il primo brevetto statunitense fu rilasciato ai sensi della presente legge il 31 luglio 1790 a Samuel Hopkins di Vermont per una tecnica di produzione di cloruro di potassio.
Nel 1852 fu istituito in Inghilterra il primo ufficio brevetti. Il 20 marzo 1883 a Parigi fu firmata la Convenzione di Unione di Parigi per la protezione della proprietà industriale che stabiliva i paesi che proteggevano la proprietà intellettuale e la proprietà industriale.
Nel 1994, alla fine dell'incontro avvenuto a Marrakech, venne ufficializzato dal GATT il “The Agreement on Trade Related Aspects of Intellectual Property Rights” (Accordo sugli aspetti commerciali dei diritti di proprietà intellettuale), spesso noto come TRIPS Agreement. Il Trips è un trattato internazionale promosso dall'Organizzazione mondiale del commercio, meglio conosciuta come OMC, al fine di fissare lo standard per la tutela della proprietà intellettuale. Il trattato stabilisce i requisiti che le leggi dei paesi aderenti devono rispettare per tutelare la proprietà intellettuale, nell'ambito del copyright, delle indicazioni geografiche protette (IGP), dell'industrial design, dei brevetti, dei marchi di fabbrica registrati e di numerosi altri ambiti.

## Descrizione
Il brevetto assottiglia la separazione tra arte e industria, in quanto è proprio il punto di collegamento tra questi due mondi, che apparentemente sembrano lontani. Il brevetto, oltre gli oggetti classici, tutela anche i modelli d'utilità, le varietà vegetali, i software, le topografie di prodotti e i semiconduttori, la presentazione di informazioni e i metodi commerciali.
L'oggetto tutelato deve avere delle caratteristiche specifiche. Il Codice della proprietà industriale delinea quelli che sono i requisiti per un oggetto brevettabile. Secondo l'art. 45 possono costituire oggetto di brevetto invenzioni di ogni settore della tecnica che siano nuove e che implichino un'attività inventiva e che siano rivolte ad un'attività industriale; l'art 46 definisce il termine nuovo come escluso dallo stato della tecnica, ovvero tutto ciò che è stato reso accessibile al pubblico nel territorio dello Stato o all'estero prima della data del deposito della domanda di brevetto. Se prima che un'invenzione brevettuale diventi pubblica viene divulgata in violazione del diritto, allora questa divulgazione non distrugge la validità del brevetto (art.47).  L'art. 48 stabilisce cosa si intende per attività inventiva: "Un'invenzione è considerata come implicante un'attività inventiva se, per una persona esperta del ramo, essa non risulta in modo evidente dallo stato della tecnica", definizione che potrebbe coincidere con quella di originalità, che sia di prodotto o di funzionalità. Il requisito di attività industriale è definito all’articolo 49. Questo stabilisce che “Un’invenzione è considerata atta ad avere un’applicazione industriale se il suo oggetto può essere fabbricato o utilizzato in qualsiasi genere di industria, compresa quella agricola”. L’ultimo dei requisiti di brevettabilità è la liceità ovvero la non contrarietà all’ordine pubblico e al buon costume. Il riferimento normativo è l’articolo 50. Il secondo comma dell’art. 50 inoltre precisa che “L’attuazione di un’invenzione non può essere considerata contraria all’ordine pubblico o al buon costume per il solo fatto di essere vietata da una disposizione di legge o amministrativa“, mostrando la marginalità di quest'articolo. Infine, la domanda di brevetto deve essere accompagnata da una sufficiente descrizione: l'invenzione deve essere sufficientemente descritta per la domanda del brevetto, devono essere presenti descrizione, rivendicazione e disegni (art.51); "L'invenzione deve essere descritta in modo sufficientemente chiaro e completo perché ogni persona esperta del ramo possa attuarla e deve essere contraddistinta da un titolo corrispondente al suo oggetto"(art.51 c.2).
Per quanto riguarda le invenzioni, non sono considerate come tali: le scoperte, le teorie scientifiche e i metodi matematici; i piani, i principi ed i metodi per attività intellettuali, per gioco o per attività commerciale ed i programmi di elaboratore; le presentazioni di informazioni. (art.45 c.2); "Le disposizioni del comma 2 escludono la brevettabilità di ciò che in esse è nominato solo nella misura in cui la domanda di brevetto o il brevetto concerne scoperte, teorie, piani, principi, metodi, programmi e presentazioni di informazioni considerati in quanto tali" (art.45 c.3).
Non costituiscono oggetto di brevetto: i metodi per il trattamento chirurgico o terapeutico del corpo umano o animale e i metodi di diagnosi applicati al corpo umano e animale; le varietà vegetali e le razze animali ed i procedimenti biologici di produzione di animali o vegetali (art.45 c.4); "La disposizione del comma 4 non si applica ai procedimenti microbiologici ed ai prodotti ottenuti mediante questi procedimenti, nonché ai prodotti, in particolare alle sostanze o composizioni, per l'uso di uno dei metodi nominati" (art. 45 c.5).
I diritti di brevetto possono essere ceduti a terzi, nel caso per esempio l'inventore non abbia le capacità industriali per poter sfruttare adeguatamente la sua invenzione. L'esistenza dei brevetti viene giustificata dal fatto che, grazie ai diritti di sfruttamento economico esclusivo, viene stimolata la produzione di nuove invenzioni, che diventeranno poi di pubblico dominio allo scadere del brevetto.
In realtà, al momento della pubblicazione della domanda di brevetto, generalmente 18 mesi dopo il primo deposito, il pubblico viene a conoscenza della particolare invenzione, e del modo di implementarla. La domanda di brevetto, infatti, presenta una descrizione dell'oggetto, il titolo, un riassunto e alcuni disegni dello stesso. La rivendicazione dei diritti sulle invenzioni può dare luogo a vere e proprie battaglie legali, fra cui storicamente si ricorda il famoso caso negli Stati Uniti sull'invenzione del telefono, che fu attribuita ad Alexander Graham Bell nonostante l'italiano Antonio Meucci avesse presentato precedentemente una domanda di brevetto; si ricorda inoltre quella successiva tra Nicola Tesla e Guglielmo Marconi sulla paternità della radio. Nel caso di controversie legali, la validità di un brevetto viene comunque spesso valutata nuovamente da un giudice o da un perito tecnico nominato dall'autorità giudiziaria. Anche se nella maggior parte dei casi il titolare di un brevetto ottiene anche il monopolio del relativo mercato, questo non avviene sempre: il titolare di un brevetto potrebbe infatti trovarsi comunque nell'impossibilità di vendere il prodotto che incorpora l'invenzione brevettata, per esempio a causa di brevetti precedenti di proprietà di terzi. Esistono accordi internazionali in forza dei quali è possibile ottenere la concessione di un brevetto in più stati effettuando un'unica domanda, come ad esempio la "Convenzione sulla concessione del brevetto europeo".

### Titolare del diritto di brevetto
In prima istanza, il titolare è l'inventore, la persona fisica che realizza l'invenzione (Art. 63 comma 2) "Il  diritto  al  brevetto  per  invenzione  industriale  spetta all'autore dell'invenzione e ai suoi aventi causa.". I diritti di invenzione si dividono in diritti patrimoniali e morali. Tra i diritti morali vi è il diritto di essere riconosciuto come l'autore dell'invenzione (Art. 62 comma1), che in quanto diritto morale, può essere fatto valere anche dopo la morte dell'autore, dal coniuge e dai discendenti oppure, in loro mancanza, si segue la linea ereditaria. Infine ci sono i diritti patrimoniali, alienabili e trasmissibili, stabiliti agli Art. 63, 66, 67, 68. Nel diritto brevettuale ci sono due casi eccezionali da considerare:
- Il brevetto del dipendente, ad esempio un inventore:Art. 64 comma 1: “Quando l’invenzione industriale è fatta nell’esecuzione o nell’adempimento di un contratto o di un rapporto di lavoro o d’impiego, in cui l’attività inventiva è prevista come oggetto del contratto o del rapporto e a tale scopo retribuita, i diritti derivanti dall’invenzione stessa appartengono al datore di lavoro, salvo il diritto spettante all’inventore di esserne riconosciuto autore”[16].

Quindi se una persona è appositamente assunta per inventare e riceve una retribuzione apposita, allora tutti i diritti patrimoniali spetteranno di diritto al datore di lavoro, mentre al diretto interessato spetterà il diritto morale di invenzione. Mentre se si considera il caso in cui una persona viene assunta per inventare ma la retribuzione non è compresa nel contratto, quest’ultima avrà diritto ad un premio equo, come indicato nel comma 2. Il terzo comma, invece, porta l’attenzione sul caso in cui qualcuno inventi qualcosa pur non essendo assunto con quello scopo. In questo caso, se l’invenzione ha a che fare con quello di cui si occupa il suo datore di lavoro, quest’ultimo ha diritto a quella che si può definire un’opzione: può chiedere di farsi attribuire l’invenzione, diventare licenziatario o di comprare il brevetto.
▪ L’invenzione del ricercatore: comprende le invenzioni dei ricercatori delle università e degli enti pubblici di ricerca. In deroga a quanto previsto dall'articolo 64, il ricercatore è titolare di tutti i diritti derivanti dall'invenzione dell'opera e ha diritto a non meno del cinquanta per cento dei proventi dello sfruttamento dell'invenzione. In caso di più autori i diritti derivanti dall'invenzione appartengono a tutti in parti uguali, salvo diversa pattuizione.
Secondo l'Art. 65 , l'Università o le pubbliche amministrazioni, nell'ambito della propria autonomia, stabiliscono il valore massimo del canone relativo a licenze a terzi per l’uso dell’invenzione, spettanti all'università o alle amministrazioni stesse ovvero a privati finanziatori della ricerca. Nel caso in cui le università o le amministrazioni pubbliche non provvedano alle determinazioni, tra cui quelle del comma 2, alle stesse compete il trenta per cento dei proventi o canoni.

### Invenzioni del dipendente
Nel diritto brevettuale italiano, la titolarità del brevetto nel contesto del lavoro subordinato è regolata dall'art. 64 del Codice della Proprietà Industriale
(d.lgs. 10 febbraio 2005, n. 30). Esso distingue tre situazioni, ognuna con conseguenze differenti in termini di titolarità e compenso. Tali disposizioni si applicano anche ai rapporti di pubblico impiego, se compatibili.

#### Invenzione su incarico retribuito
Se l’attività inventiva è prevista come oggetto del contratto di lavoro e viene retribuita a tale scopo, il diritto al brevetto spetta interamente al datore di lavoro. L'inventore conserva solo il diritto morale di paternità (cioè il diritto a essere riconosciuto autore dell'invenzione). Questa ipotesi è frequente nel settore della ricerca industriale privata.
(Art. 64, comma 1 CPI)

#### Invenzione su incarico non retribuito specificamente
Se il lavoratore ha l’obbligo di inventare, ma il contratto non prevede una retribuzione aggiuntiva per l’attività inventiva, il diritto patrimoniale spetta comunque al datore di lavoro, ma l’inventore ha diritto a un equo premio (indennità proporzionata all’importanza dell’invenzione, al ruolo svolto, al contributo ricevuto e alla retribuzione ordinaria).
(Art. 64, comma 2 CPI)

#### Invenzione fuori incarico
Se l'invenzione è realizzata senza obbligo contrattuale e non è prevista dal contratto di lavoro, ma rientra nel campo di attività del datore, quest’ultimo ha un diritto di opzione: può acquistare il brevetto o ottenerne una licenza (esclusiva o meno), corrispondendo un prezzo congruo al lavoratore-inventore. Il datore ha un termine di tre mesi dalla comunicazione dell'avvenuto deposito per esercitare l'opzione.
(Art. 64, comma 3 CPI)

#### Invenzione del ricercatore pubblico
Un'eccezione importante riguardava i ricercatori universitari e degli enti pubblici di ricerca fino a luglio 2023, prima della modifiche al CPI avvenute con l'entrata in vigore della Legge n. 102 del 24 luglio 2023. Se prima l’art. 65 CPI stabiliva che il diritto al brevetto spettasse direttamente al ricercatore, anche se dipendente pubblico, oggi i diritti nascenti dall'invenzione spettano alla struttura di appartenenza dell'inventore, salvo il diritto spettante all'inventore di esserne riconosciuto autore. Le università possono però trattenere una parte dei proventi da licenze o commercializzazioni. L’inventore ha sempre diritto ad almeno il 50% dei proventi. 

#### Brevi riferimenti comparatistici
Nei sistemi anglosassoni e in molte giurisdizioni europee (come la Germania), il brevetto spetta normalmente al datore di lavoro, mentre il lavoratore ha diritto a una remunerazione "ragionevole". Il sistema italiano è peculiare per l'autonomia riconosciuta al ricercatore pubblico.

### Diritti esclusivi del brevetto
L’articolo 2584 del codice civile riconosce il diritto di esclusività stabilendo che “Chi ha ottenuto un brevetto per un’invenzione industriale ha il diritto esclusivo di attuare l’invenzione e di disporne entro i limiti e alle condizioni stabilite dalla legge. Il diritto si estende anche al commercio del prodotto a cui l’invenzione si riferisce”. L'Art. 66 comma 2  conferisce al titolare il diritto di vietare a terzi, salvo consenso del titolare, di produrre, usare, vendere o importare il prodotto o di vietare l'applicazione nel caso si tratti di un procedimento, e quindi di usarlo, venderlo e metterlo in commercio. Viene vietato, inoltre, l'utilizzo dei prodotti realizzati con tale specifico procedimento. Nel caso di brevetto di procedimento, risulta particolarmente complicato stabilire se un determinato prodotto sia stato realizzato tramite il procedimento protetto dal brevetto. A questo scopo, l'Art. 67 fornisce supporto al detentore di suddetti diritti attraverso un'inversione dell'onere della prova. Si presume infatti, ogni prodotto identico a quello ottenuto tramite il procedimento brevettato, realizzato con tale procedimento e sta quindi alla difesa dimostrare la validità e la diversità dal procedimento brevettato. L'Art. 68 afferma la libertà nell'attività di ricerca e sperimentazione, al fine di evitare di limitare invenzioni altrui tramite il diritto di brevetto. Inoltre, il brevetto non si estende agli atti privati, rimane infatti libera la riproduzione nel privato senza alcuna limitazione.

### Durata e circolazione dei diritti
La durata è di 20 anni dalla data di deposito della domanda di brevetto, e non può essere prorogata. Nell’articolo 5 viene espresso il principio di esaurimento:
I diritti di brevetto, tranne il diritto morale dell’autore, sono alienabili e trasmissibili. Ci sono due modelli che sostanzialmente vengono realizzati in modo prevalente:
- un produttore unico che conserva il diritto di produrre il prodotto
- un inventore o titolare dei diritti che cede a più persone il diritto di realizzare quel prodotto che incorpora la propria invenzione

Con riferimento ai diritti di brevetto è utile ricordare due casi: le licenze obbligatorie e le licenze di diritto.
Casi per cui sono previste licenze obbligatorie per l'uso non esclusivo:
- mancata attuazione (Art. 70 CPI). L’Art. 69 prevede che il titolare di un brevetto debba attuare l’invenzione oggetto del medesimo brevetto. Ciò, per evitare che si abusi del monopolio conferito dal brevetto senza mettere a disposizione della collettività il risultato della ricerca sottostante. In particolare, trascorsi tre anni dalla data di rilascio del brevetto o quattro anni dalla data di deposito della domanda (se questo termine scade successivamente al precedente), se il titolare non ha attuato l’invenzione, producendo nel territorio dello Stato o importando oggetti prodotti in uno stato membro dell’UE o dello spazio economico europeo, ovvero in uno stato membro dell’organizzazione mondiale del commercio, o comunque l’attua in misura tale da risultare in sproporzione con i bisogni del paese, si può chiedere di essere autorizzati ad attuarla. Nel caso in cui, entro due anni dalla data di concessione della prima licenza obbligatoria, l’invenzione sia rimasta comunque inattuata dal titolare o dal suo avente causa, il brevetto decade.
- emergenza nazionale sanitaria (Art. 70-bis CPI). Per far fronte a comprovate difficoltà nell'approvvigionamento di specifici medicinali o dispositivi medici ritenuti essenziali, possono essere concesse licenze obbligatorie aventi validità vincolata al perdurare del periodo emergenziale o fino a un massimo di dodici mesi dalla cessazione dello stesso.
- brevetto dipendente (Art. 71 CPI). Può essere concessa una licenza obbligatoria quando il titolare di un brevetto rifiuta di concedere una licenza volontaria a condizioni eque al titolare di un successivo brevetto dipendente purché la seconda invenzione rappresenti, rispetto all'oggetto del precedente brevetto, un importante progresso tecnico di considerevole rilevanza economica.

Le licenze di diritto regolate all'Art. 80, possono essere offerte al pubblico per l'uso non esclusivo dell'invenzione dal richiedente nel momento in cui deposita la domanda di brevetto. In questo caso, il richiedente o titolare del brevetto che abbia offerto al pubblico licenza sul brevetto ha diritto alla riduzione alla metà dei diritti annuali.

### Contratti di licenza e concorrenza
I detentori di diritti d'autore, brevetti o altre forme di diritti sulla proprietà intellettuale possono stabilire licenze per qualcun altro, per permettere la produzione o la copia di opere, invenzioni, progetti. L'accordo riconosce che i termini dei contratti di licenza potrebbero limitare la competizione e impedire il trasferimento della tecnologia. Esso stabilisce che sotto determinate condizioni, i governi hanno il diritto di entrare in azione per prevenire licenze che abusano dei diritti di proprietà intellettuale con l'obiettivo di ostacolare la libera concorrenza e competizione all'interno dei mercati. Esso stabilisce anche che i governi devono essere preparati a consultarsi l'uno con l'altro per controllare il rilascio e lo sfruttamento di tali licenze.

## La brevettazione internazionale

### Convenzioni e accordi internazionali
Verso la fine dell'XIX secolo e nel corso del Novecento cresce la necessità di regolamentare la proprietà intellettuale e industriale attraverso convenzioni. La convenzione, o trattato, è una delle fonti del diritto internazionale e consiste nell'accordo con il quale due o più stati o altri soggetti del diritto internazionale costituiscono, modificano o estinguono tra loro rapporti giuridici.
Tra le convenzioni internazionali più rilevanti si annoverano:
- 1883 Convenzione di Parigi: uno dei primi trattati a stabilire l'unione dei paesi che proteggevano la proprietà intellettuale e la proprietà industriale, con significativo riferimento a brevetti, modello d'utilità, marchi, disegni e modelli industriali.
- 1970 Conferenza di Washington PCT: trattato di cooperazione in materia di brevetti (Patent Cooperation Treaty) multilaterale per il deposito unificato di domande di brevetto valide in uno o più degli Stati aderenti al trattato, così da poter effettuare più rapidamente un deposito di domanda di brevetto con estensione potenziale in molti Stati.
- 1973 Convenzione sulla Concessione dei Brevetti Europei: trattato comunemente conosciuto come European Patent Convention istituito dall'Organizzazione Europea dei Brevetti al fine di offrire un brevetto unico valido in tutti gli Stati sottoscriventi. Alcune tra le novità più significative sono la procedura di rilascio unificata, l'accordo di estensione, la standardizzazione delle regole relative alla durata del brevetto, le modalità di presentazione della domanda di brevetto europeo, la definizione di invenzione e i requisiti di brevettabilità.
- 1994 TRIPS (The Agreement on Trade Related Aspects of Intellectual Property Rights): trattato internazionale promosso dall'Organizzazione mondiale del commercio al fine di fissare lo standard per la tutela dei diritti sulla proprietà intellettuale tra i vari Paesi aderenti. Nello specifico, estende l’applicazione dei principi fondamentali del GATT alla protezione di tali diritti e rinvia ai principali accordi internazionali già vigenti in materia, in modo tale da evitare le distorsioni sul commercio internazionale, provocate dall’esistenza di una pluralità di legislazioni nazionali e di livelli differenti di protezione di tali diritti.

### I requisiti TRIPs
- I brevetti devono essere garantiti in tutti i campi della tecnologia, sebbene siano permesse eccezioni per alcune aree di pubblico interesse. (Art. 27.2[20] e 27.3[20]) e devono essere esecutivi per almeno 20 anni. (Art 33[21])
- Le eccezioni ai diritti esclusivi devono essere limitate e a patto che non siano in conflitto con un regolare sfruttamento dell'opera (Art. 13[22]) o del brevetto. (Art. 30[23])
- Non è permesso nessun irragionevole pregiudizio sugli interessi del legittimo detentore dei diritti su programmi per elaboratore e brevetti.
- Gli interessi legittimi di terze parti devono essere tenute in considerazione nei diritti sui brevetti. (Art. 30[23])

### La domanda internazionale (PCT)
Il trattato di cooperazione in materia di brevetti è un trattato gestito dalla Organizzazione mondiale per la proprietà intellettuale (o World Intellectual Property Organization, WIPO) con lo scopo di offrire una procedura unica per depositare una domanda di brevetto simultaneamente in un grande numero di paesi. L'Italia vi aderisce dal 1985. Ancora oggi non esiste un "brevetto internazionale", poiché la concessione definitiva è prerogativa dei vari Stati aderenti al Trattato.
La procedura PCT ha gli stessi effetti di una serie di domande nazionali nei singoli Stati designati. Il PCT non elimina quindi la necessità di proseguire la procedura di rilascio in ogni singolo Stato, ma ne facilita la messa in opera, a mezzo di una domanda unica, ed il proseguimento. Ogni domanda internazionale è oggetto di una ricerca internazionale effettuata da un ufficio brevetti incaricato, che la svolge per conto dell'OMPI; nel caso dell'Italia l'ufficio competente è l'Ufficio europeo dei brevetti. Il risultato della ricerca è pubblicato in un rapporto di ricerca internazionale che riporta la lista dei documenti che sono considerati rilevanti rispetto all'invenzione oggetto della domanda di brevetto. La procedura PCT offre anche la possibilità facoltativa di richiedere un esame internazionale preliminare da parte dell'autorità incaricata, ottenendone un parere sulla brevettabilità dell'oggetto delle rivendicazioni. Tale parere può dare maggiori informazioni sull'opportunità di continuare la procedura con buone possibilità di successo, ma esso non è vincolante per gli uffici nazionali che, indipendentemente, dovranno decidere sul rilascio del brevetto
Contenuto della domanda di brevetto:
1. Diritto di ius excludendi:   - Brevetto di prodotto: vieta a terzi di produrre, importare, mettere in commercio e usare in azienda l'invenzione.  - Brevetto di procedimento: vieta di produrre, importare, mettere in commercio e usare per scopi aziendali prodotti che sfruttino quel procedimento.
2. Presunzioni per procedimento: nel caso di brevetto di procedimento, ogni prodotto identico a quello ottenuto mediante il procedimento brevettato si presume ottenuto, salvo prova contraria, mediante tale procedimento.
3. Limiti allo ius excludendi: la facoltà esclusiva attribuita dal diritto di brevetto non si estende, quale che sia l'oggetto dell'invenzione:   -agli atti compiuti in ambito privato e per fini non commerciali   -agli studi e sperimentazioni   -altri casi specifici

Dal 2004 è stata introdotta la cosiddetta ISO (International Search Opinion) cioè rapporto di ricerca ed opinione sulla brevettabilità della domanda internazionale.

### Il brevetto europeo
Istituito con la Convenzione di Monaco sul brevetto europeo del 1973, riprendendo le indicazioni della Convenzione di Strasburgo del 1963. Sebbene si parli di brevetto europeo come se fosse un titolo unitario, in effetti non è così: con l'istituzione dell'Ufficio europeo brevetti si è uniformata la procedura di valutazione delle domande di brevetto in Europa, ma il titolo, una volta rilasciato, diventa una collezione di brevetti nazionali e conferisce al titolare gli stessi diritti che gli verrebbero conferiti dai vari brevetti nazionali degli Stati designati. Questo vuol dire che entrambi i brevetti, quello nazionale ed europeo, coesistono.
Il Brevetto Unico Europeo si rifà a due regolamenti: 1257/2012/UE e 1260/2012/UE. Il primo estende il sistema brevettuale europeo, consentendo di proteggere un'invenzione in tutti i 27 Stati membri partecipanti presentando un unico atto.
Come delineato in questo regolamento, con il brevetto UE si mira a porre fine alla complessità e ai costi legati all'attuale sistema brevettuale europeo.
Ad esempio:
- i titolari di brevetti europei potranno richiedere all'UEB un brevetto UE valido in 27 Stati membri. Questo brevetto offrirà lo stesso livello di protezione per le invenzioni in tutti questi paesi;
- le richieste di brevetto possono essere presentate all'UEB in qualsiasi lingua. Tuttavia, chi presenta domanda dovrà fornire anche una traduzione in una delle tre lingue ufficiali dell'UEB (inglese, francese o tedesco). Le richieste di brevetto che definiscono l'elemento da depositare devono essere tradotte nelle altre due lingue dell'UEB;
- in ultimo, per un periodo di transizione non superiore ai 12 anni, i brevetti europei con effetto unitario emessi in francese o tedesco necessiteranno di traduzione in inglese, mentre per quelli in inglese verrà richiesta una traduzione in un'altra lingua ufficiale dell'UE. Queste traduzioni verranno richieste finché saranno disponibili tecnologie di traduzione automatica di alta qualità in tutte le lingue dell'UE.

Il secondo regolamento invece stabilisce le disposizioni relative alla traduzione per i 27 Stati membri che hanno sottoscritto il brevetto europeo con effetto unitario.
I punti chiave trattati sono:
1. In che lingua bisogna tradurre un brevetto unitario.
2. Cosa deve fare il titolare di un brevetto che sospetta una contraffazione.
3. Valutazione, da parte del tribunale incaricato, in che categoria potrebbe rientrare il contraffattore: una piccola o media impresa (PMI), una persona fisica o un’organizzazione senza fini di lucro, un’università o un’organizzazione pubblica di ricerca.
4. Valutazione di come il presunto contraffattore abbia agito.
5. A cosa serve il regime di compensazione.
6. Cosa prevedono le misure transitorie in un periodo di sei anni dalla data di applicazione del presente regolamento.

I requisiti principali di brevettabilità nel Diritto brevettuale europeo sono: la novità (secondo l'Art 46, ove i commi 2 e 3 specificano alcuni casi particolari), l'attività inventiva (Art 48 - non ovvietà) e l'applicabilità industriale (Art 49 Archiviato il 1º ottobre 2020 in Internet Archive.). Altri requisiti per la brevettabilità sono: Liceità (secondo l'Art 50) e sufficiente descrizione (Art 51). Gli Stati che aderiscono alla Convenzione di Monaco sono i 27 Stati dell'Unione europea, Regno Unito, Islanda, Liechtenstein, Norvegia, Principato di Monaco, Svizzera, San Marino, Turchia, Macedonia del Nord, Albania, Serbia e Montenegro, per un totale di 39 stati membri. A questi si aggiungono i seguenti stati non membri:
- Stati di estensione (extension states), che riconoscono i brevetti europei su richiesta del depositante: attualmente solo la Bosnia ed Erzegovina. [25]
- Stati di validazione (validation states), che applicano un accordo di validazione con l'Ufficio europeo dei brevetti: Marocco, Moldavia, Tunisia, Cambogia, Georgia e Laos. [26]

### Il brevetto comunitario
Il brevetto comunitario europeo (C.B.C.) è un titolo brevettuale unitario valevole per l'intero territorio della Comunità europea. Questo brevetto è stato istituito con la Convenzione di Lussemburgo, sottoscritta il 15 dicembre 1975 (da tutti quelli che allora erano gli stati membri C.E.). Non è però mai entrata in vigore, per le resistenze di determinati Paesi (Danimarca ed Irlanda su tutti) manifestate dopo la sottoscrizione. Nel corso degli anni numerosi sono stati tentativi di superare la situazione di stallo, legata soprattutto all'attribuzione esclusiva al giudice comunitario della competenza di decidere sulla nullità del brevetto. Questo problema è stato superato il 15 dicembre 1988 con la sottoscrizione di un nuovo testo modificato, ma anche in questo caso la convenzione non è stata ratificata a causa di problemi di prestigio nazionale legati alla lingua cui dovrebbe essere redatta la domanda di brevetto. Oggi è stata messa in dubbio anche la necessità di un titolo brevettuale unitario, da valutare in relazione ai costi e alla flessibilità del già collaudato Brevetto europeo.
L'obiettivo della creazione di un Brevetto Comunitario consentirebbe agli inventori di ottenere un brevetto unico giuridicamente valido su tutto il territorio dell'Unione europea. Da molte parti si sostiene che tale brevetto produrrebbe notevoli benefici come la riduzione dei costi di brevetto e la protezione delle invenzioni a livello europeo grazie ad una procedura unica ed armonizzata, partendo dal presupposto che.se esistesse un brevetto comunitario regolamentato a livello europeo, si potrebbero trasformare i risultati della ricerca e gli sviluppi scientifico tecnologici in successi industriali ed economici, permettendo all'Europa di essere maggiormente competitiva sulla scala globale, al pari di Stati Uniti e Giappone. D'altra parte, il sistema, come progettato, sarebbe accessibile anche ai Paesi extra comunitari, che godrebbero degli stessi diritti. Per questo motivo, il numero di brevetti provenienti da giurisdizioni extra-UE verosimilmente aumenterebbe, aumentando i vincoli per l'industria europea. Inoltre, l'assenza di traduzione prevista dal regime del brevetto unitario avvantaggerebbe Paesi extra-UE con inglese o francese come lingua ufficiale (Stati Uniti d'America, Canada, Australia, Sudafrica) rispetto a Paesi europei la cui lingua ufficiale fosse diversa da inglese, francese e tedesco (la maggior parte). Sempre l'assenza di traduzioni porterebbe al paradosso che un'azienda di un Paese dove le tre lingue di lavoro non fossero lingua ufficiale, si troverebbe a dover spendere per una corretta traduzione del testo nella propria lingua per essere in grado di rispettare il diritto di un terzo che da tale diritto avrebbe privilegi. È, dunque, dubbio che il brevetto comunitario possa portare benefici all'industria europea.

## Nel mondo
Va osservato che le modalità per la concessione dei brevetti varia nei diversi Stati del mondo. Gli uffici brevetti nazionali di diversi paesi, come ad esempio quelli di Germania, Regno Unito, Stati Uniti, Giappone, Cina, Corea, così come anche l'Ufficio europeo dei brevetti e, ultimamente, anche l'Ufficio italiano brevetti e marchi, effettuano una ricerca di anteriorità ed un esame di novità per accertare, in via preventiva, che l'invenzione abbia i requisiti di brevettabilità richiesti, principalmente novità, attività inventiva e sufficiente descrizione. In altri paesi, invece, l'esame è prevalentemente di tipo formale, e in alcuni casi viene richiesto che la prova della brevettabilità venga data dal titolare del brevetto (procedura di San Marino).

### Italia
L'istituto è regolamentato, oltre da trattati e convenzioni internazionali, dal codice della proprietà industriale.